# Juchym Swjahilskyj
Juchym Leonidowytsch Swjahilskyj (* 20. Februar 1933 in Stalino, Ukrainische SSR, Sowjetunion; † 6. November 2021 in Kiew, Ukraine) war ein sowjetischer Betriebsdirektor und später ukrainischer Unternehmer und Politiker. Er war von 22. September 1993 bis 15. Juni 1994 kommissarischer Ministerpräsident der Ukraine.
Swjahilskyj war Absolvent der Industrie-Hochschule Donezk, an der er 1956 einen Abschluss als Bergbauingenieur erlangte. Später arbeitete er in verschiedenen Positionen, zuletzt von 1979 bis 1992 als Direktor auf dem Schacht Nr. 13 des Bergbaukombinats Kujbyschewwuhillja (russisch Куйбышевуголь Kuibyschewugol, deutsch ‚Kuibyschew-Kohle‘) und war danach als Direktor bei anderen Schächten tätig. Gleichzeitig forschte er auch auf dem Gebiet des Bergbaus.
1990 wurde Swjahilskyj zum Volksdeputierten der Oblast Donezk gewählt. Ab 1992 war er Vorsitzender des Donezker Stadtrats und wurde 1993 erster Stellvertreter des Ministerpräsidenten der Ukraine. Von September 1993 bis Juni 1994 übte er kommissarisch das Amt des Ministerpräsidenten aus. In dieser Zeit nahm er viele wirtschaftliche Liberalisierungen aus der Zeit davor zurück.
1994 wurde er als Abgeordneter in die Werchowna Rada gewählt. Im selben Jahr verließ er nach seiner Ablösung als stellvertretender Ministerpräsident wegen Unterschlagungsvorwürfen die Ukraine und lebte bis 1997 in Israel. 1998 wurde er erneut ins Parlament gewählt. Seit 2007 war er Mitglied der Partei der Regionen. Er war unter anderem Besitzer des Bergwerks Sassjadko in Donezk. Ab 2014 gehörte er dem Oppositionsblock an.
Er starb am 6. November 2021 im Alter von 88 Jahren an den Folgen einer COVID-19-Erkrankung.

## Ehrungen
Er erhielt unter anderem den Titel Held der Ukraine (2003) und Held der sozialistischen Arbeit (1986), den Orden der Oktoberrevolution im Jahr 1981 und 2009 den Orden des Fürsten Jaroslaw des Weisen.